# James Lighthill
Michael James Lighthill, FRS, (23 de enero de 1924 - 17 de julio de 1998) fue un matemático británico conocido sobre todo por su trabajo en el campo de la aeroacústica y las matemáticas aplicadas. En 1955, junto con G. B. Whitham, Lighthill sentó las bases de la primera teoría de olas cinemáticas (una aplicación del método de características) con múltiples aplicaciones, especialmente en flujos de fluidos y de los flujos del tráfico terrestre. Aunque ya había nadado antes alrededor de la Isla de Sark en múltiples ocasiones, Lighthill falleció en 1998 mientras intentaba repetir la hazaña.

## Biografía
Lighthill se especializó en fluidodinámica y trabajó en el National Physical Laboratory, Trinity College, Cambridge y entre 1946 y 1959 en la Universidad de Mánchester, donde ocupó la Cátedra Beyer de Matemáticas Aplicadas. Lighthill se trasladó después de Mánchester para ser elegido director del Royal Aircraft Establishment en Farnborough, donde trabajó en el desarrollo de satélites para televisión y telecomunicaciones y en el de aeronaves. Su trabajo sería luego usado en el desarrollo del avión supersónico Concorde.
Los primeros trabajos de Lighthill incluían teorías bidimensionales sobre perfiles alares y flujo supersónico sobre sólidos de revolución. Además de la dinámica de gases a altas velocidades estudió choques y olas de explosiones. Se le reputa haber fundado la aeroacústica, materia vital en la reducción de ruidos en reactores. La Ley de la octava potencia de Lighthill establece que la potencia acústica emitida por un motor es proporcional a la potencia de la velocidad del avión. También fundó la acústica no lineal y mostró que las mismas ecuaciones diferenciales no lineales podían expresar tanto olas en ríos como tráfico en autopistas.

### Pedagogía e investigación
En 1964 se convirtió en profesor de la Royal Society en el Imperial College de Londres, antes de volver al Trinity College de Cambridge, cinco años después, como Profesor Lucasianio de Matemáticas, cátedra que retuvo hasta 1979 cuando le sucedió Stephen Hawking. Lighthill se convirtió entonces en Provost del University College de Londres (UCL), puesto del que renunciaría en 1989.
Lighthill fundó el Instituto de Matemáticas y sus Aplicaciones (en inglés Institute of Mathematics and its Applications) en 1964.
A principios de la década de 1970 y en parte como reacción a la discordia interna en el área, el Consejo Británico para la Ciencia y la Investigación (British Science and Research Council) le pidió un resumen de la investigación en el ámbito de la Inteligencia Artificial. Su informe, que fue publicado en 1973 y se hizo famoso como el Informe Lighthill llegó a ser crítico para la investigación en áreas como la robótica o el procesamiento del lenguaje y «fue la base de la decisión del gobierno británico de acabar con el apoyo a la investigación en inteligencia artificial con la única salvedad de dos universidades», a lo que se le ha llamado Invierno IA o (AI winter).

## Publicaciones
- M. J. Lighthill & G. B. Whitham, On kinematic waves. I. Flood movement in long rivers, Proceedings of the Royal Society of London, Piccadilly, London, 10 May 1955, A229(1178):281–316
- M. J. Lighthill & G. B. Whitham, On kinematic waves. II. A theory of traffic flow on long crowded roads, Proceedings of the Royal Society of London, Piccadilly, London, 10 May 1955, A229(1178):317–345
- Lighthill, M. J., An Introduction to Fourier Analysis and Generalised Functions, Cambridge University Press, 1958, ISBN 0-521-09128-4
- Lighthill, Sir James, Mathematical Biofluiddynamics, Society for Industrial and Applied Mathematics, 1975, ISBN 0-89871-014-6
- Lighthill, M. J., Waves in Fluids. Cambridge University Press, 1978. ISBN 0-521-01045-4
- Lighthill, M. J. An Informal Introduction to Theoretical Fluid Mechanics. Oxford University Press, 1986, ISBN 0-19-853630-5
- Collected Papers of Sir James Lighthill: 4 Volume Set ISBN 0-19-509222-8
- Lighthill, M. J. Artificial Intelligence: A General Survey in Artificial Intelligence: a paper symposium, Science Research Council (1973)